# Brasil Tennis Open
Il Brasil Tennis Open è un torneo professionistico maschile di tennis giocato sulla terra rossa dell'Associação Leopoldina Juvenil di Porto Alegre, in Brasile. L'evento fa parte dell'ATP Challenger Tour, nella categoria Challenger 50.

## Albo d'oro

### Singolare
| Anno | Campione                   | Finalista                 | Punteggio        |
| ---- | -------------------------- | ------------------------- | ---------------- |
| 2025 | Santiago Rodríguez Taverna | Nikolás Sánchez Izquierdo | 4–6, 6–4, 7–6(6) |
| 2024 | Ergi Kırkın                | Daniel Dutra da Silva     | 6–3, 7–5         |

### Doppio
| Anno | Campioni                                   | Finalisti                        | Punteggio           |
| ---- | ------------------------------------------ | -------------------------------- | ------------------- |
| 2025 | Juan Carlos Prado Ángelo Federico Zeballos | Lautaro Midón Gonzalo Villanueva | 7–5, 7–5            |
| 2024 | Roberto Cid Subervi Kaichi Uchida          | Patrick Harper David Stevenson   | 5–7, 7–6(1), [10–6] |